# 羽犬

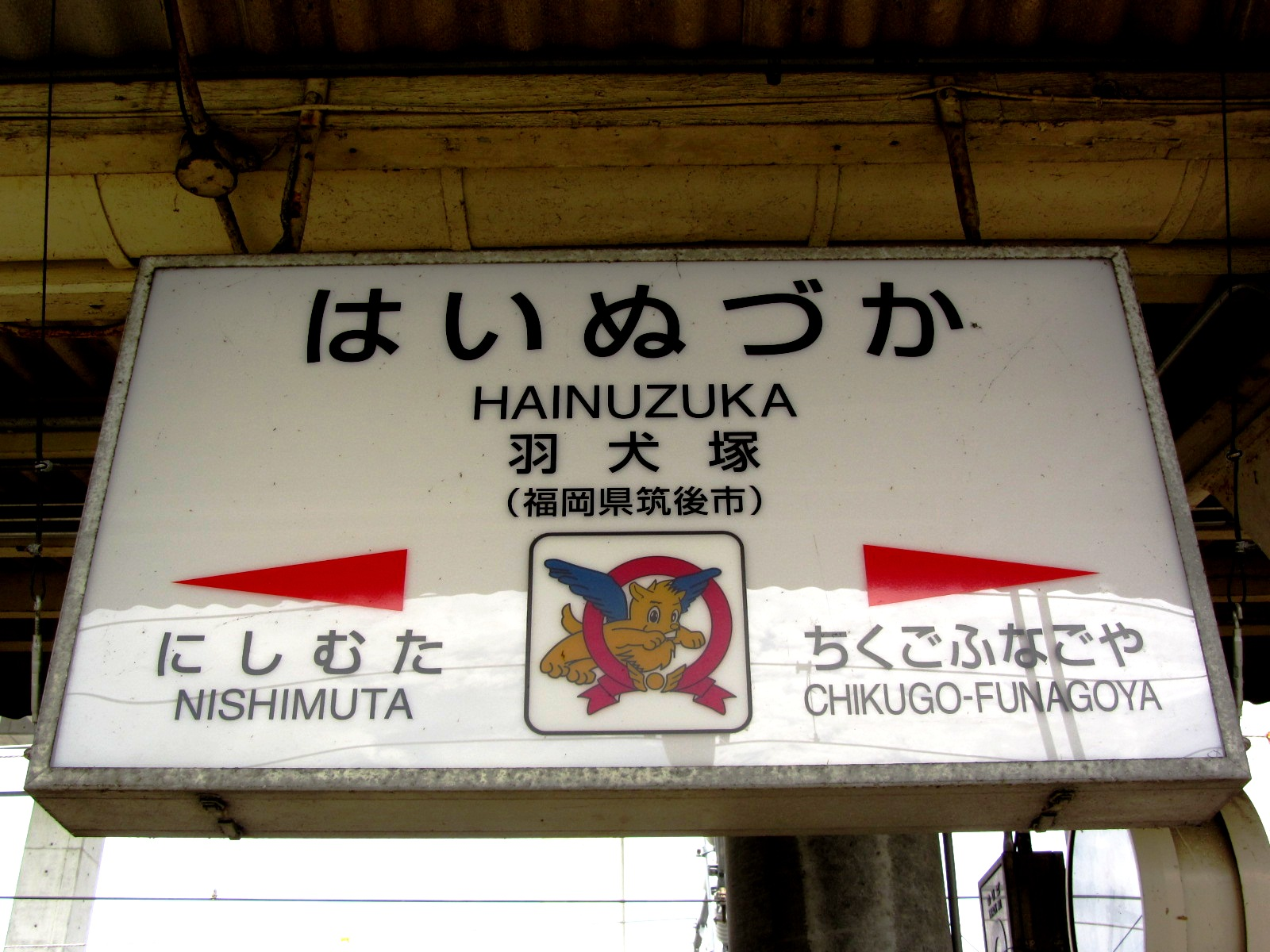
「チク号」が描かれた羽犬塚駅の駅名標、2012年8月11日

羽犬（はいぬ）は、福岡県筑後市で語り伝えられている伝説上の犬である。この犬は背中に一対の翼を持ち、自在に飛び回って暴虐の限りを尽くしていた。羽犬は島津氏征討のために九州に遠征していた羽柴秀吉の軍勢をも手こずらせたが、秀吉軍は何とか退治に成功した。秀吉は羽犬の強さに感じ入り、「羽犬塚」という塚を築いてその亡骸を手厚く葬ったという。
別の説では、羽犬は秀吉の愛育する子犬であった。羽が生えたように元気な子犬を秀吉は慈しんでいたが、子犬はこの地で死んだ。気落ちした秀吉の様子を見かねた家臣たちは子犬の塚を建てて手厚く葬り、その塚が「羽犬塚」と呼ばれるようになった。
筑後市内には羽犬塚が現存し、地名にもその名が残っている。市内の数か所には羽犬をモチーフとした像が存在し、市のPRキャラクター「チク号」、「はね丸」は羽犬をモデルにしたものである。

## 羽犬の伝説
羽犬塚（旧：八女郡羽犬塚町）は八女丘陵の西部、山ノ井川の中流域に位置する地域で、現在の筑後市の中心地区でもある。古くから九州街道（坊の津街道）の交通の要衝で、「稿本八女郡史」によれば「延喜式」兵部省諸国駅伝馬条で筑後三駅の1つとして記述のある「葛野駅」の所在地と推定されている。
地名の由来は、羽柴秀吉の故事によるという。1586年（天正14年）から翌1587年（天正15年）にかけて、秀吉は九州平定のために各地を転戦していた。その軍勢の前に立ちはだかったのが、背中に一対の翼を持つ1頭の犬であった。この犬は普段から自在に飛び回って、旅人を襲ったり家畜を食い殺したりと暴虐の限りを尽くしていた。秀吉の軍勢はさんざん手こずったものの、何とか犬退治に成功した。秀吉は羽犬の強さに感じ入り、「羽犬塚」という塚を築いてその亡骸を手厚く葬ったという。
別の説では、羽犬は暴犬などではなく秀吉の愛育する子犬であった。羽が生えたように元気な子犬を秀吉は慈しんでいたが、子犬はこの地で死んだ（敵の矢に射られたとも病死ともいう）。気落ちした秀吉の様子を見かねた家臣たちは子犬の塚を建てて手厚く葬り、その塚が「羽犬塚」と呼ばれるようになった。
羽犬塚は宗岳寺（浄土宗）の境内に現存する。高さ約2メートルの五輪塔が建てられていて、その表面には「犬之塚」と彫られている。
地元筑後市では「はいん」とも呼ばれ、人気の高い存在である。地元の人々は羽犬は良い犬との説に立ち、郷土の誇りとしている。市内には羽犬の像やオブジェが数か所に存在する。市のPRキャラクター「チク号」と「はね丸」（「チク号」の子孫という設定）は羽犬をモデルにしたものである。羽犬塚駅（JR九州鹿児島本線）の駅名標には、「チク号」が描かれている（冒頭の画像参照）。

## 伝説に関する考察
写真家の青柳健二は、自著『全国の犬像をめぐる 忠犬物語45話』（2017年）で羽犬の伝説について考察している。彼はネットでの下調べで、躍動的な羽犬の姿を見て魅了されたという。
秀吉は鷹狩りを好み、鷹狩りに用いる犬は大事にされたものの野犬の方は殺されたという話があった。さらにこの付近では犬を弓で射る「犬追物」が行われていたと伝わる。宗岳寺に残る犬之塚は、そのような犬たちのための供養を行ったものかもしれないと青柳は推定している。
伝説について青柳は「過去の事実がそのまま伝わることもあるだろうが、その話が地元の人にとって何か有益であれば（中略）変わっていくというのは考えられることだ」として現代に至っても刻々と変化を続けることに言及した。その例として、犬の死因について筑後市のウェブサイトでは「この地で病気にかかって死んだ」、羽犬塚小学校前にある像の碑文には「敵の矢に当たって死んだ」という違いがあることを挙げている。
そして青柳は「史実はどうであれ、羽が生えた犬というユニークな動物を生み出した人々の発想に驚くし、面白いなぁと思う。（中略）羽をつけて空に飛び上がる犬の像はまさに鳥と犬が合体したような姿だ。羽犬は鷹犬そのものではないかと思うのだ」と結んでいる。

## 羽犬塚の語源
『角川日本地名大辞典 40 福岡県』では、羽犬塚の語源について「地名由来を英雄秀吉と結びつけた付会であろう」という説を採っている。その理由として羽の生えた犬の話は非現実的であるとし、付近には「延喜式」にみえる葛野駅との関連で牛馬や車、そして道に関わる小地名が多く残存することを挙げ、「駅馬（はゆま）塚」あるいは「駿馬（はやま）塚」が転じたという考えが妥当であるとしている。
『日本地名事典 コンパクト版』では「「ハイヌヅカ（端犬塚）」の意で、丘陵地の端の小さな塚をいう。」との説明がある。『名犬のりれき書 あの犬たちはすごかった!』の著者、福田博道によれば、古文書に羽犬塚を「灰塚之町」と記したものがあるという。それはハエツカ（延塚）がハイヅカ（灰塚）に転訛したもので「長く延びた塚のある地」のことである。

## 関連図書
- 青柳健二 『犬像をたずね歩く あんな犬、こんな犬32話』 青弓社、2018年。ISBN 978-4-7872-2077-6